# Billie Hughes
Pour les articles homonymes, voir Billie.
Billie Keith Hughes (4 avril 1948 - 3 juillet 1998) était un artiste, auteur-compositeur, musicien et producteur de disques, américain. Il est surtout connu pour sa carrière d'artiste réussie au Japon, chanteur principal du groupe Lazarus et pour sa collaboration avec Roxanne Seeman par l’écriture de chansons pour Philip Bailey, Phil Collins, Bette Midler, The Jacksons, The Sisters Of Mercy, Wink, ainsi que pour ses chansons pour le cinéma et la télévision. Il a reçu deux nominations aux Emmy Awards,.
Sa chanson "Welcome to the Edge", intitulée en japonais "Todokanu Omoi " と ど か ぬ 想 い ( One-Sided Love ) " était le thème du drame télévisé japonais I'll Never Love Anyone Anymore (Mou Daremo Aisanai) (もう誰も愛さない). Ce titre est devenu le single international le plus vendu au Japon en 1991 après s'être écoulé à plus de 500 000 exemplaires. Hughes fut récompensé en 1992, à la cérémonie des disques d’or japonais au NHK avec ce même single devenu no 1 cette même année.
I'll Never Love Anyone Anymore (Mou Daremo Aisanai) (もう誰も愛さない) dans lequel figure le titre "Welcome to the Edge" ("Todokanu Omoi") de Billie Hughes, a été rediffusé sur TVK (Television Kanagawa) dans la région du Grand Tokyo, le 8 octobre, 2019.

## Biographie

### Origines familiales et enfance
Billie Keith Hughes est né le 4 avril 1948 à Graham, Texas, il est le fils de Betty (née Capps) et de Billie Wayne Hughes (5 août 1924 - 14 novembre 2011), serviteur de l'Église du Christ, mathématicien, enseignant et entrepreneur. Il fréquente l'Abilene Christian College à Abilene, au Texas. Hughes se voit offrir une bourse à l'Université de Boston en tant que violoniste, mais la refuse. Il est premier violon de l'Abilene Christian College Orchestra et membre de son chœur A capella.

### Débuts et carrière avec Lazarus
Billie Hughes commence sa carrière comme leader du groupe Lazarus. Avec Peter Yarrow de Peter, Paul & Mary, Lazarus s'installe à Woodstock (New York), après sa signature avec un nouveau label, Bearsville Records (Warner Bros) dirigé par Albert Grossman. Deux albums sont enregistrés et sortent chez Bearsville, produit par Peter Yarrow et Phil Ramone,.
Durant quatre années, Lazarus se produit beaucoup au Canada et aux États-Unis. En 1976, Le groupe remporte le prix Clio dans le cadre de la campagne Lifesavers avec son titre resté neuf années dans les backs au niveau national [2].

### Carrière Solo
Billie Hughes commence sa carrière solo en 1978, en signant avec Epic Records. Son album "Dreammaster" est produit par Henry Lewy à Los Angeles. Au cours des quatre années suivantes, Billie Hughes est en tournée aux États-Unis, au Canada et au Japon comme artiste. Il voyage au Japon, Canada et en Italie pour enregistrer et produire différents projets, dont son propre single Martin Eden (CBS) qui est un Top 5 en Europe.

### Martin Eden
Hughes écrit la chanson Martin Eden avec les compositeurs italiens Ruggero Cini et Dario Farina. Elle est écrite d'après la composition du thème de 1979, de la mini-série TV Martin Eden, tirée du roman de Jack London et réalisée par Giacomo Battiato.

### Collaboration avec Roxanne Seeman
En 1983, Hughes s'associe avec l’auteur-compositeur Roxanne Seeman enchaînant une carrière d'enregistrement, de production et d'écriture de chansons pour le cinéma, la télévision, et des disques, y compris des œuvres produites par des producteurs tels que Phil Collins, Arif Mardin, Michael Omartian, George Duke et Reggie Lucas et incluant des artistes tels que Philip Bailey, The Jacksons, Bette Midler, The Sisters Of Mercy, Randy Crawford, Al Jarreau, Melissa Manchester, et le duo no 1 japonais Wink, parmi d’autres,.
En 1991, Pony Canyon Records au Japon publie le CD Welcome To The Edge de Billie Hughes, qui reste pendant quatre mois dans le Top 10 au hit parade du billboard japonais. Welcome To The Edge a également reçu une nomination aux Emmy Awards comme meilleure chanson originale pour l'émission télévisée Santa Barbara. Billie Hughes reçoit une deuxième nomination aux Emmy Awards dans la catégorie meilleure chanson originale pour l'émission Un autre monde.
En mars 1992, Billie Hughes est récompensé d'un prix pour le Single International de l'Année (dont les ventes atteignant plus de 520,000 exemplaires sur le label Pony Canyon), au NHK lors de la cérémonie télévisée japonaise Grand Prix Awards.
En septembre 2004, est organisé sur la Grande Muraille de Chine en dehors de Beijing, le premier concert pop de l'histoire avec notamment Alicia Keys. La chanson Walking on the Chinese Wall de Billie Hughes et Roxanne Seeman tirée de l’album de Philip Bailey produit par Phil Collins est le final de l'événement.